# 草里漁港
草里漁港，原名阿里荖漁港，是一座位於新北市石門區草里里的第二類漁港。為金山區漁會規模最小的漁港。位於北海岸風景特定區內。

## 沿革
草里漁港位於臺灣北海岸的淡金公路旁，阿里荖溪的北方，鄰近第一核能發電廠。原名「阿里荖」（巴賽語：Ari-law），意指靠近水之處，是凱達格蘭族分支巴賽族所生活的小漁村，後和附近的地名「草埔尾」各取一字形成「草里」。
初建於1953年，當時並無防波堤碼頭等設施，僅有兩道簡易低矮混凝土堤延伸入海，供漁筏繫靠，然無法避風。1985年將港區遷移至左側石灘，並修建簡易繫船設施，以利當地漁筏繫泊。1988至1996年間進行港區擴建，興建防波堤並於北側填築新生地。為石門東半部漁民主要作業港，唯原泊地水深過淺（2公尺），遇海況不佳、風浪大時船隻多往富基漁港避風，臺北縣政府遂於1997至2000年陸續進行港區改善和泊地浚挖。2012年又興建一突堤碼頭。
自2014年起，因設籍漁船過少，被漁業署列為低度使用之二類港，不予補助經費修繕港內設施。
現草里漁港開口向東，粗具外廓設施，可稍避東北季風，有0.39公頃、水深3公尺之泊地及長度共387公尺的碼頭可提供船筏使用。
本港船隻多於沿海從事棒受網、延繩釣、流刺網等漁業，漁獲物以花魚、龍蝦、花枝、烏毛魚等為主，多運往富基、磺港漁港或直接在草里當地餐廳販賣。

### 轉型休閒
有鑒於草里漁港使用率較低，再加上每到漁汛期都會有竹筴魚入港吸引釣客前來夜釣，新北市政府於2014年7月公告與另十個低使用漁港一同開放民眾於港區內垂釣，2016年2月則全面開放，2020年規劃為新北市首座友善釣魚示範區。2020年7月，新北市政府農業局舉辦「青春山海線嗨漁港–草里釣魚吧」系列活動，吸引民眾前往並盼漁港能成功轉型。9月，新北市府開放草里和後厝、富基、水尾、萬里、水湳洞等6處漁港成為遊艇暫泊區。

## 周邊設施
- 新北市政府警察局金山分局乾華派出所
- 新北市政府石門區草里市民活動中心
- 十八王公廟
- 阿里荖藝術園區（原乾華國小草里分校）
- 草里漁港安檢所
- 水流公廟
- 黃金海岸高爾夫球場(原 北海球場)
- 停車場:草里漁港停車場
- 咖啡店:金點草里驛棧